# ハレンキルヘ
ハレンキルヘ（ドイツ語: Hallenkirche）は後期ゴシックにおいてドイツ、フランスのポワトゥー地方を中心に広まった建築様式。バシリカ式教会堂の一つであり、ホール式、広間式教会堂の一つでもある。

## 概説
ハレンキルへは交差リブ式バルダキンという理念は技術的には引き継いでおり、バルダキン建築のプラトン的観念を表した、いわばもっとも純粋な形態であるといえる。採光と構造性はより自然な形式をとっていて、バルダキンの高さと相まって採光に関しては超現実的なまでに高められている。補強支持のシステムも簡素であり、自然的である。大聖堂と違いハレンキルへは単一形性であり、幻視をあまり求めていない。そのため、宗教建築としては欠点である。

## 歴史
盛期ゴシックと後期ゴシックとの時代の境界線は明瞭ではないが、大聖堂とハレンキルヘの対立からハレンキルへの始まりを理解することができる。この対立には多くの理由が存在するが、政治的には1152年にポワトゥー地方が王領に対する最も強力な敵の手に属していたことにある。このときはまだ差異性の誇示のもとで大聖堂を凌駕しようとしていた。サン・ピエール大聖堂がヘンリー二世とその奥方アリエノールによって寄進されたことで、共通性の誇示のもとで和解する探究、つまりはハレンキルヘが誕生したと言える。この世代の対立は「北部」と「南部」の対立、いわば地方の対立にまで広がった。
この教会堂形式の影響はヨーロッパでは大きく、フランスでは小さかった。これにはヨーロッパの多くの部分で大聖堂に対する反対が生じていたという背景がある。ハレンキルヘは市民教会堂や托鉢修道会教会堂によって支えられ、いまやゴシックの二つの反大聖堂形式のうちの一つとなった。
しかしまた純粋なハレンキルへにはバルダキンのひき上げ、祭壇へ向かう建物の方向性の確立などの修正が加わる。この点において形式がロマネスクのハレンキルヘに近づき、「段形教会堂」つまりは「偽バシリカ式ホール」とよばれる形態になってくる。それは純粋なホールそのものよりも持続する影響を全ヨーロッパに及ばしたのである。